# Charles-Adolphe Fortier-Beaulieu
Pour les articles homonymes, voir Paul Fortier-Beaulieu, Fortier et Beaulieu.
Charles-Adolphe Fortier-Beaulieu, né le 16 mai 1831 à Bercy (Seine) et mort le 20 octobre 1895 à Paris, est un industriel et homme politique, à la tête du premier syndicat des cuirs et peaux français pendant plus de 20 ans.

## Biographie
Charles-Adolphe Fortier-Beaulieu (1831-1895), est un industriel, et homme politique qui succède à son grand-père, fondateur des tanneries Fortier-Beaulieu à Bercy en 1796,. Il reprend la direction de l'affaire familiale de 1857 à 1877 et est élu président du syndicat des cuirs et peaux en 1874. Il joue à ce titre un rôle clé comme l'un des principaux représentant des tanneurs français à la fin du XIXe siècle.
Il occupe les fonctions de maire adjoint du 12e arrondissement de Paris (1872-1874), membre de la chambre de commerce de Paris de 1880 à 1886, il est nommé juge au Tribunal de Commerce et est successivement membre du Comité de l'organisation et du Jury des récompenses aux expositions de Paris (1878), Anvers (1883), Amsterdam (1887), Bruxelles (1888), Barcelone (1888), Moscou (1891) et président du jury des récompenses à Paris en 1889 .

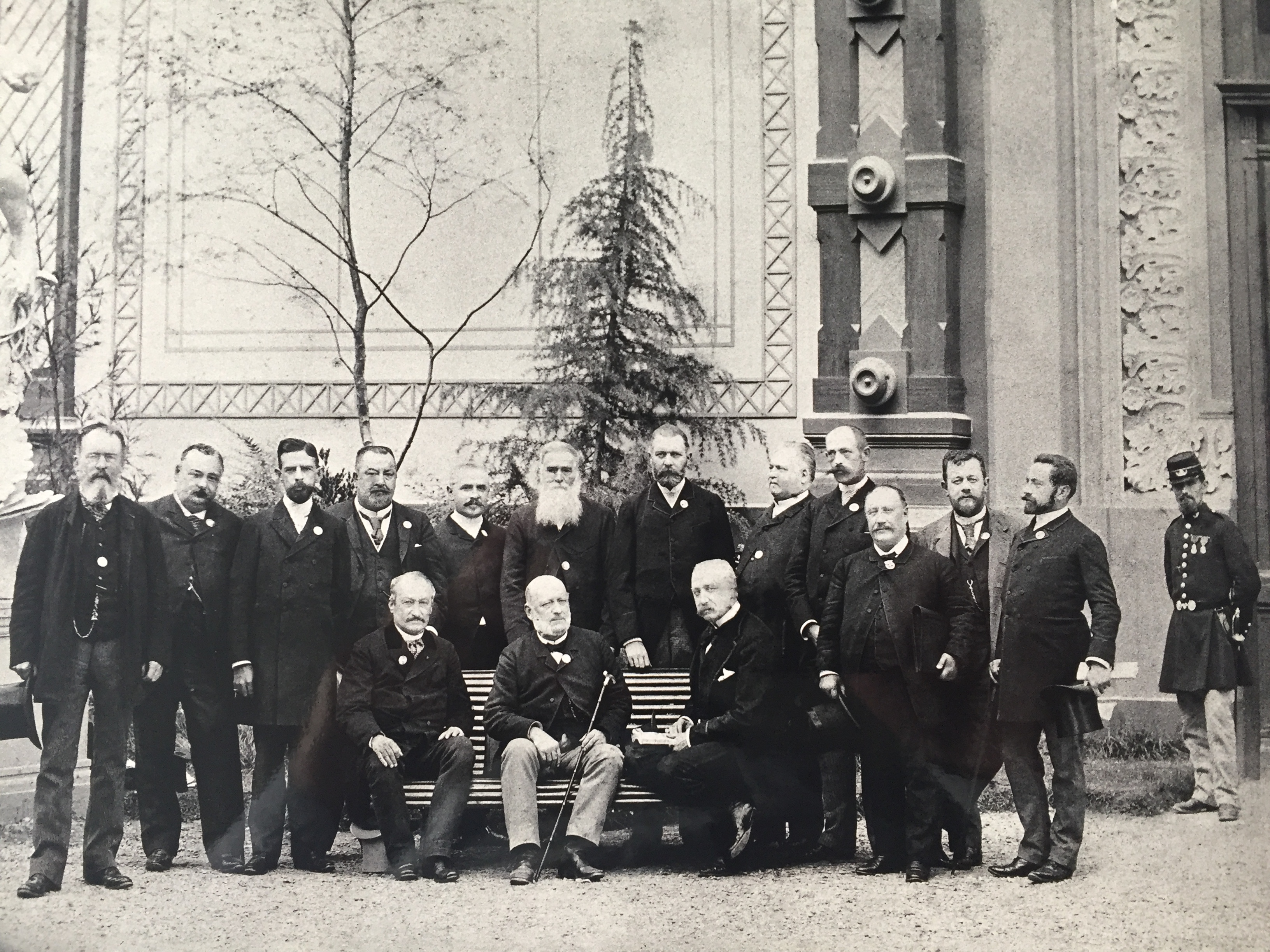
Charles-Adolphe Fortier-Beaulieu, Président du Jury des Récompenses. À sa droite Félix Faure. Exposition universelle de 1889 de Paris.

Président de la Chambre syndicale des cuirs et peaux en 1874, il représente près de 500 tanneurs sur 2 500 que comptait la France en 1878. Il commande à ce titre une étude pour la réforme de la liquidation judiciaire en 1893.
En 1878 et 1879, devant le Sénat,, aux côtés de Félix Faure alors maire-adjoint et tanneur au Havre,, Charles-Adolphe défend les intérêts de l'industrie du cuir français face à l’importation des cuirs des États-Unis jugés par le syndicat des cuirs et peaux trop peu taxés.
Décoré de la Légion d'honneur, Charles-Adolphe est mort le 20 octobre 1895 au no 22 avenue Matignon dans le 8e arrondissement. Il repose dans le tombeau familial au cimetière du Père Lachaise (13e division).